# Handball-DDR-Meisterschaft (Frauen) 1950/51
Mit der Handball-DDR-Meisterschaft der Frauen 1950/51 wurde zum ersten Mal der DDR-Meister im Frauenhandball in der Halle ermittelt. Im Feldhandball war es die dritte Meisterschaft. Meister im Hallenhandball wurde die BSG KWU Weimar. Im Feldhandball gewann die BSG Stahl West Leipzig.

## Hallenmeisterschaft
Die Endrunde der Meisterschaft fand im Januar 1951 in der Werner-Seelenbinder-Halle in Berlin statt.

### Viertelfinale
- BSG KWU Weimar – BSG Rotation Babelsberg 2:1
- BSG Aufbau Börde Magdeburg – SG Volkspolizei Weimar 4:1
- BSG Anker Wismar – SC Weißensee 2:1

### Halbfinale
- BSG Anker Wismar – BSG Aufbau Börde Magdeburg 3:2 nach Verlängerung
- BSG KWU Weimar – BSG Stahl West Leipzig 5:2

### Finale
- BSG KWU Weimar – BSG Anker Wismar 4:2

## Feldmeisterschaft

### Vorrunde
- BSG Fortschritt Weißenfels – BSG Einheit Weimar 5:4

### Halbfinale
- BSG Fortschritt Weißenfels – BSG Anker Wismar 10:3
- BSG Stahl West Leipzig – BSG Rotation Babelsberg 7:1

### Endspiel
Das Endspiel fand am 15. Juli 1951 in Magdeburg statt.
- BSG Stahl West Leipzig – BSG Fortschritt Weißenfels 5:3 (3:2)